# Afdækkertræk (skak)
I et spil skak foretages et afdækkertræk ved, at en brik flyttes, så en anden brik, som den har spærret for, nu angriber en af modstanderens brikker. Er det den fjendtlige konge, som angribes, kaldes trækket en afdækkerskak. Yderligere forekommer det, at den brik, som flyttes, også selv truer kongen, så denne er under beskydning af to brikker på én gang, hvorfor et sådant træk kaldes en dobbeltskak.
Afdækkertræk i almindelighed, og afdækkerskak i særdeleshed, kan have meget stor virkning, eftersom den brik, der flyttes, kan true modstanderen udover den trussel, som den "afdækkede" brik udfører. Som det også er tilfældet i andre taktiske elementer som f.eks. en gaffel består virkningen i, at modstanderen er ude af stand til at imødegå to trusler på samme tid. 
Afdækkertræk – og i særdeleshed afdækkerskak – vinder derfor ofte materiale ved, at den flyttende brik slår en modstanderbrik. Uanset at denne er dækket, er modstanderen tvunget til at imødegå truslen fra den afdækkede brik, hvilket giver tid til at "redde" den brik, som har slået. 
Endnu en mulighed er, at den flyttende brik bevæger sig til et felt, hvorfra den truer med mat i næste træk, altså foretager et afdækkertræk med mattrussel. 
Et afdækkertræk kan benyttes til at opnå andet end materialegevinst. Primært til at at vinde et tempo ved at placere den flyttende brik på et truet felt (hvor den ellers ville blive slået, hvis det ikke var for afdækkertruslen) og derved i næste træk nå til et felt, som ellers ikke ville være tilgængeligt. 
I eksemplet i diagram 1 vises en mulig udvikling i åbningen fransk, hvor sort har gjort den fejl at forsøge at vinde en hvid bonde på d4 med sin dronning. Hvid spiller 1.Lb5+, som er et afdækkertræk, fordi løberen nu ikke længere spærrer for, at hvids dronnning kan angribe den sorte. Uanset hvad sort gør, vil hvid i næste træk vinde den sorte dronning ved at spille 2.Dxd4.
Bemærk, at hvids første træk ikke kaldes en afdækkerskak, fordi skakken gives af den flyttende brik (løberen) og ikke af den bagved stående dronning, men virkningen er lige så ødelæggende. 

## Dobbeltskak
Som nævnt sker det, at både den bagved stående brik og den trækkende brik truer modstanderens konge, så der er tale om dobbeltskak. En sådan er ekstraordinær farlig, fordi kongens muligheder er reduceret til at flytte sig. Der kan ikke sættes brikker imellem kongen og to samtidige angribere, og det er heller ikke muligt at slå to angribere samtidig. 
I diagram 2 til højre vinder hvid ved at sætte sort mat i 4 træk. Fremgangsmåden udviser både en dobbeltskak og en typisk trækfølge, der fører til mat ved kvalt mat. Der sker følgende:
1. Sf7+
Slår sort denne springer med tårnet, sætter hvids dronning mat 2. Dd8+ De8 3. Dxe8+ Tf8 4. Dxf8+ mat Derfor:
1. ... Kg8 2. Sh6+
Dette er dobbeltskakken. Den hvide springer flyttes, så hvid dronning giver skak, og samtidig giver den selv skak. Som nævnt kan kongen kun besvare dobbeltskakken ved at flytte sig, så resten sker tvangsmæssigt:
2. ... Kh8 3. Dg8+ Txg8 4. Sf7+ mat.